# Chaira

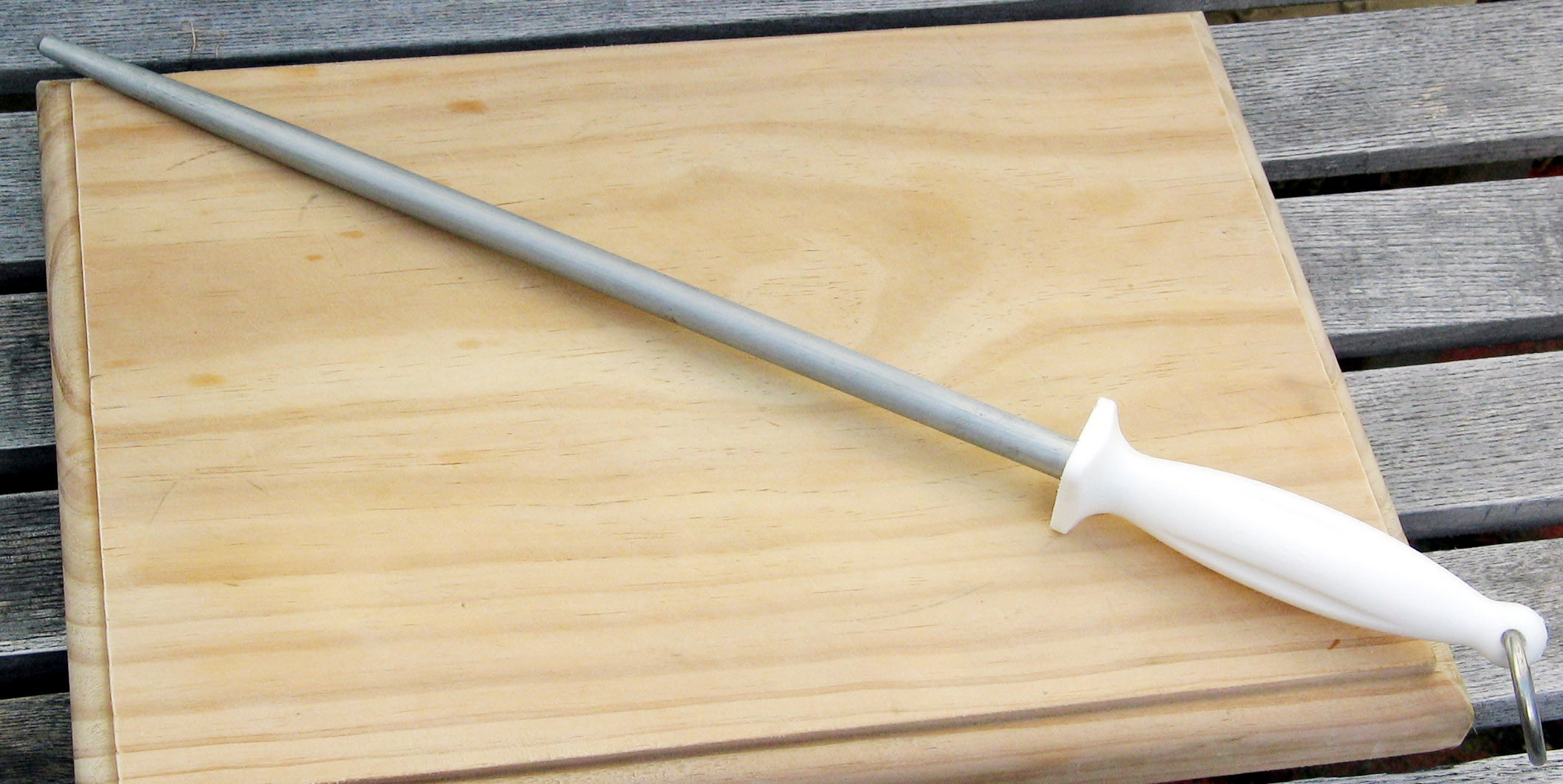
Chaira.

La chaira es un utensilio que se emplea para asentar los filos de cuchillos u otros elementos de características similares. Su utilización es de común aplicación en el hogar, como también es muy usual su empleo por carniceros, carpinteros, taqueros, zapateros y así mismo en otros oficios que utilicen con frecuencia el cuchillo.

## Materiales que la componen
Consiste en un cilindro alargado de acero, cuyo cuerpo puede poseer o no estrías que se extienden por sobre toda su superficie en forma longitudinal. Dichas estrías permiten que el filo se mantenga perfectamente asentado cuando el mismo se pasa sobre ellas haciendo deslizar la hoja de un extremo a otro y de arriba hacia abajo (acción similar al roce de las espadas en una contienda), debiendo repetirse la acción de frotación del filo sobre el largo de la chaira cada vez que el mismo se ve disminuido en su agudeza de corte.

## Mantenimiento de la chaira
No requiere especial tratamiento para su mantenimiento. Por ser generalmente de acero de alta calidad y dureza, por regla general es difícil que se oxide o que se gaste muy rápidamente. Es un utensilio que suele durar muchos años. Sin embargo y por precaución, algunos, como es el caso de los carniceros, lo suelen mantener engrasado con la misma grasa de los animales que carnean.

## No es un elemento de afilado
Como bien se menciona en los apartados anteriores, la chaira es un elemento de uso exclusivo para asentar el filo. Dicho filo se va desgastando a medida que se usa el cuchillo. Por ello es recomendable hacer afilar por una persona especializada, esta herramienta de corte, al menos dos veces al año.

## Chairas de piedra
Estas chairas permiten el afilado puesto que están realizadas con piedra de distinto grano. Contienen un alma de acero que le proporciona más rigidez a la piedra evitando así su posible rotura. Se suelen usar mojadas en agua y las hay de varios tipos, de vaciado, afilado y asentado.